# Duojia Pan
Duojia „DJ“ Pan ist ein chinesischer Biologe (Molekular- und Entwicklungsbiologie, Genetik) am University of Texas Southwestern Medical Center (UT Southwestern).

## Leben und Wirken
Duojia Pan erwarb 1988 an der Universität Peking einen Bachelor und 1993 bei Albert Courey an der University of California, Los Angeles einen Ph.D., jeweils in Biochemie. Er arbeitete als Postdoktorand bei Gerald M. Rubin an der University of California, Berkeley.
1998 erhielt Pan eine erste Professur (Assistant Professor) für Physiologie am UT Southwestern, 2004 wurde er Associate Professor, wechselte aber im selben Jahr als Professor für Molekularbiologie und Genetik an die Johns Hopkins University School of Medicine. Seit 2016 ist er wieder am UT Southwestern. Hier hat er eine ordentliche Professur (chair) für Physiologie inne. Seit 2008 forscht Pan zusätzlich für das Howard Hughes Medical Institute (HHMI).
Pan und Mitarbeiter verwenden Drosophila melanogaster als Modellorganismus. Sie befassen sich mit den molekularen Mechanismen der Wachstumskontrolle und Gewebshomöostase. Pan konnte grundlegende Beiträge zur Aufklärung des Hippo-Signalwegs leisten, der bei allen Tieren die Organgröße kontrolliert, aber auch eine Rolle bei der Regeneration und bei der Karzinogenese spielt. Weitere wichtige Arbeiten befassen sich mit den Tsc1- und Tsc2-Tumorsuppressorgenen und ihrer Bedeutung für den Rheb- und TOR-Signalweg. Diese Arbeiten führten zum Einsatz von TOR-Inhibitoren zur Behandlung der tuberösen Sklerose.
Laut Google Scholar hat Pan einen h-Index von 60, laut Datenbank Scopus einen von 58 (jeweils Stand Mai 2023).

## Auszeichnungen (Auswahl)
- 2012 Fellow der American Association for the Advancement of Science
- 2013 Paul Marks Prize for Cancer Research[4]
- 2022 Passano Award[5]
- 2023 Mitglied der National Academy of Sciences